# Dama in rosso
La Dama in rosso è un dipinto a olio su tela di Giovan Battista Moroni che raffigura la contessa Lucia Albani Avogadro, poetessa del XVI secolo. Il dipinto è ospitato nella National Gallery londinese.

## Storia
Lucia Albani Avogadro è stata una poetessa nata a Bergamo nel 1530, figlia di Giovanni Gerolamo Albani e sposa sedicenne di Faustino Avogadro, nobile bresciano, del quale rimase vedova nel 1564, risulta infatti che il coniuge morì a Ferrara forse cadendo ubriaco da un balcone, morendo poi anche lei nel 1568  a soli 38 anni.
Il Moroni frequentò la famiglia Albani Avogadro negli anni di permanenza a Brescia, risulta infatti databile dal 1555 al 1560 il dipinto, sicuramente dopo la morte del Moretto, maestro dell'artista, ma frequentava anche gli Albani a Bergamo tanto che gli eventi drammatici accaduti alla famiglia Albani, causa la faida con la famiglia Brembati che sfociò nell'omicidio del giovane Achille Brembati nella chiesa di Santa Maria Maggiore in Bergamo, obbligarono non solo la famiglia Albani, ma anche il Moroni a un periodo di esilio ad Albino, suo paese natale, fino al 1568 quanto gli venne commissionato il ritratto di Giovanni Gerolamo Albani, nominato cardinale.
Il dipinto faceva parte della collezione Fenaroli di Brescia, menzionato nel 1857 da Charles Lock Eastlake, venne acquistato dall'antiquario Giuseppe Baslini che lo vendette nel 1876 alla National Gallery al prezzo di 5000 sterline.

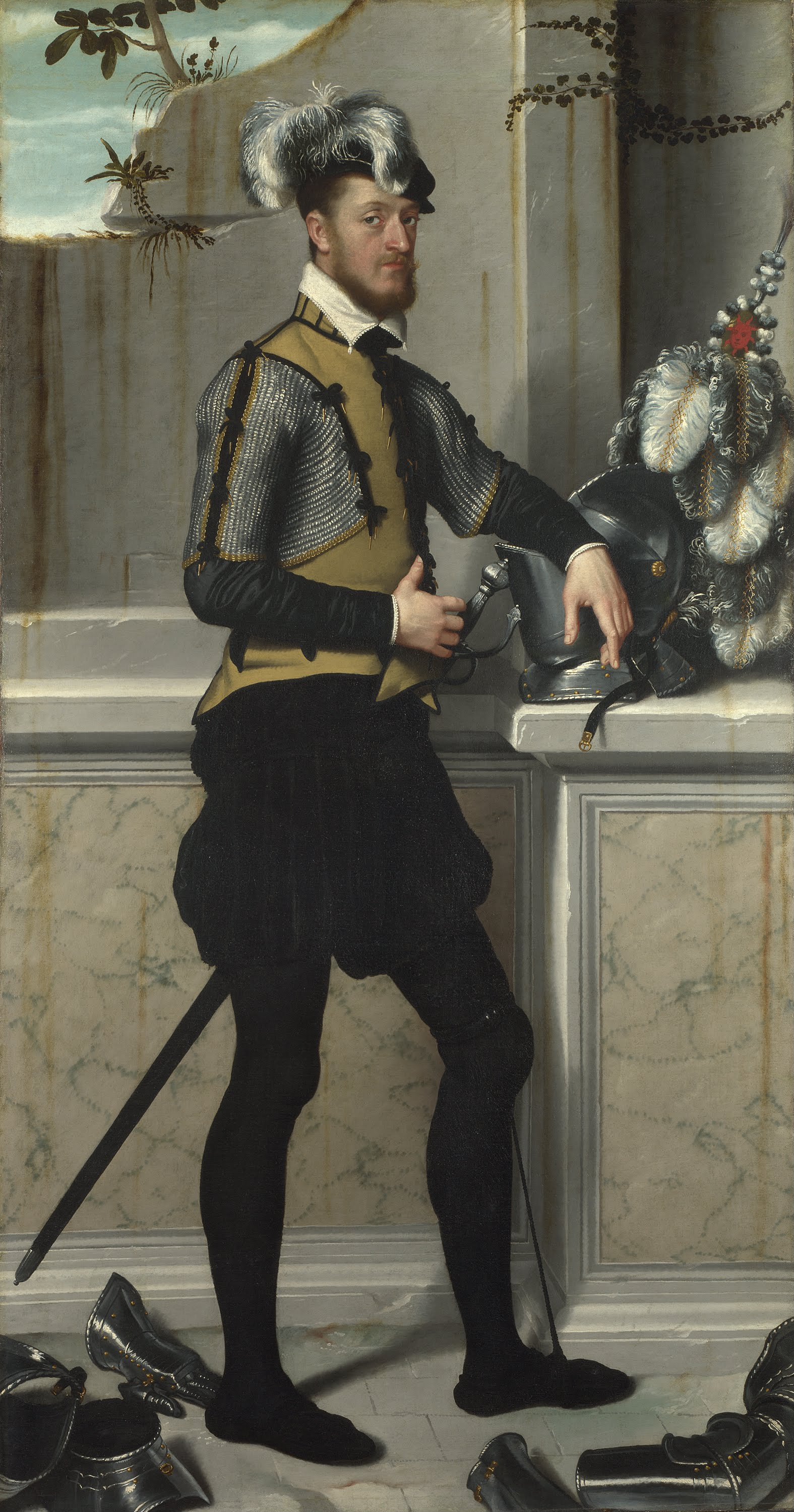
Giovanni Battista Moroni - Faustino Avogadro

.

## Descrizione
Il quadro raffigura Lucia Albani Avogadro, seduta su di una sedia in tralice, con il braccio destro poggiato sul bracciolo, il sinistro, invece,  lasciato cadere sulla veste mentre nella mano regge un ventaglio dorato. La prima cosa che coglie l'osservatore è il rosso acceso luccicante della sopraveste aperta sulla veste in broccato come le maniche, seguendo la moda spagnola del XVI secolo, l'abito è ricco di ricami e di impunture dorate. Un colletto bianco di finissimo pizzo e una collana di perle bianche fanno da cambio di colore dal rosso, che compare pure sulle gote della giovane donna, e l'oro dei capelli ornati da una acconciatura pure dorata, così come l'orecchio pendente con una piccola perla bianca che fa da parure con la collana. Anche il pavimento in marmi policromi, riprende i colori grigio della parete di fondo, e il rosso dell'abito, esaltandoli. Tutto doveva esprime grande ricchezza e eleganza, se non fosse per lo sguardo e il rossore della giovane dama, che sembra un poco turbata, e un poco divertita dalla situazione d'essere ritratta tanto riccamente vestita. Il modello pone variazioni rispetto ai ritratti precedenti dell'artista migliorandoli, la proporzione del capo più minuta e una prospettiva più alta, raffinano l'insieme consegnandoci un lavoro più elegante.
Nel restauro di pulitura del 1975 si è accertato che il dipinto venne ampliato sia nella parte superiore di 8,8 cm, che inferiore di 6,30, queste parti vennero poi coperte dalla cornice ma che dovevano dare più respiro al ritratto. Non vi è certezza che il dipinto raffigurante il Cavaliere dal piede ferito rappresenti il marito della Albani, Faustino Avogadro, anche se le due tele si differenziano per misura di soli pochi millimetri, e abbiano la medesima tecnica di intelaiatura.